# بوچه
بوچه (به انگلیسی:bocce) در زبان ایتالیایی به معنای کاسه است. این ورزش از خانواده بولینگ‌ها بوده و ترکیبی ازبولینگ و فوتبال است.en:Bocce

## تاریخچه
بوچه یکی از ورزش‌های باستانی امپراتوری روم باستان بوده و در کشورهای بریتانیا و فرانسه پرطرفدار بوده‌است.
و شکل کنونی آن در ایتالیا طراحی شده‌است. (بوچا در زبان ایتالیایی به معنی کاسه می‌باشد)
فعالیت‌های این رشته ورزشی تحت پوشش انجمن بولس و پتانک ایران که از سال 2009 به عضویت فدراسیون جهانی آن درآمده است بوده و دارای روش‌های مختلف رقابتی می‌باشد.

## در دیگر کشورها
این بازی در سراسر اروپا بازی می‌شود که توسط مهاجران ایتالیایی به کشورهای استرالیا و آمریکا (که به آن bochas یا bolas criollas گفته می‌شود) برده شد. این بازی همچنین در ونزوئلا و برزیل نیز طرفدارانی دارد.